# 顧客導向
顧客導向是以顧客為中心的一種思維。過去企業的產生源自於一種新技術及產品，企業以一種「產品中心」的思維模式經營著(現在仍有許多企業維持此種觀點)，公司的目標在於開發新產品與新技術，產品中心的危機在於對市場的不敏感，製造出來的產品不符合市場需求，導致投入大量資源所開發出來的新技術卻不被消費者買單；顧客中心是指公司一切運行都圍繞著顧客需求出發，產品的開發不再是追求高技術，而在於真正符合消費者的需求。